# 10 juillet en sport
10 juin 10 août
Chronologies thématiques
- Croisades
- Ferroviaires
- Disney

Le 10 juillet (191e jour de l'année ou 192e en cas d'année bissextile) en sport.

## Événements

### XIXesiècle
- 1827 :
  - (Natation) : première course de natation professionnelle documentée. Un nommé Bedale s'impose lors de cette course de fond en rivière disputée sur la Mersey entre Liverpool et Runcorn. La Mancunien Bedale gagne en 3 heures, 35 minutes et 10 secondes[1].

### XXesièclede1901à1950
- 1910 :
  - (Aviation) : Morane bat le record de vitesse en vol avec 106,508 km/h.
- 1912 :
  - (Athlétisme) : à Stockholm, Hannes Kolehmainen porte le record du monde et olympique du 5 000 m à 14 min 36,6 s.
- 1948 :
  - (Boxe) : le Français Marcel Cerdan récupère son titre de champion d'Europe des moyens face à Cyrille Delannoit.
- 1949 :
  - (Sport automobile) : victoire de Juan Manuel Fangio au Grand Prix automobile d'Albi.
- 1950 :
  - (Athlétisme) Richard Attlesey bat le record du monde du 110 m haies en 13 s 5.

### XXesièclede1951à2000
- 1960 : 
  - (Athlétisme) : Iolanda Balaș porte le record du monde féminin de saut en hauteur à 1,86 m.
  - (Football) : l'Union Soviétique remporte la toute première édition du championnat d'Europe 1960 en France.
- 1965 :
  - (Sport automobile) : victoire du Britannique Jim Clark au volant d'une Lotus-Climax au Grand Prix automobile de Grande-Bretagne sur le circuit de Silverstone.
- 1971 :
  - (Escrime) : Marie-Chantal Demaille devient championne du monde de fleuret féminin.
- 1976 :
  - (Athlétisme) : Ruth Fuchs bat le record du monde du lancer de javelot avec 69,12 m.
  - (Athlétisme) : Aleksandr Baryshnikov bat le record du monde du lancer du poids avec 22 m.
- 1980 :
  - (Nautisme) : Gérard d'Aboville prend le départ de la traversée de l'Atlantique à la rame.
- 1988 :
  - (Athlétisme) : Sergueï Bubka porte le record du monde du saut à la perche à 6,06 mètres.
  - (Sport automobile) : victoire du brésilien Ayrton Senna au volant d'une McLaren-Honda au Grand Prix automobile de Grande-Bretagne sur le circuit de Silverstone.
- 1990 :
  - (Football) : l'UEFA lève la suspension des clubs anglais (sauf le Liverpool Football Club).
- 1994 :
  - (Athlétisme) : Jean-Charles Gicquel porte le record de France du saut en hauteur à 2,33 m.
  - (Sport automobile) : victoire du Britannique Damon Hill au volant d'une Williams-Renault au Grand Prix automobile de Grande-Bretagne sur le circuit de Silverstone.
- 1999 :
  - (Football / Coupe du monde féminine) : victoire des États-Unis lors de la troisième édition de la Coupe du monde grâce à leur succès aux tirs au but en finale contre la Chine. Il s'agit de leur deuxième sacre mondial.

### XXIesiècle
- 2001 :
  - (Boxe) : le Canadien Éric Lucas devient champion du monde de super-poids moyen WBC en battant par KO Glenn Catley.
- 2005 :
  - (Formule 1) : Grand Prix de Grande-Bretagne.
- 2011 :
  - (Formule 1) : Grand Prix de Grande-Bretagne.
- 2015 :
  - (Cyclisme sur route /Tour de France) : 7e étape du Tour de France et Mark Cavendish gagne au sprint. Christopher Froome récupère le maillot jaune après le retrait de Tony Martin.
- 2016 :
  - (Athlétisme /Championnats d'Europe) : sur la 5e journée, chez les hommes, sur le 800 m, victoire du Polonais Adam Kszczot, sur le 5 000 m, victoire de l'Espagnol Ilias Fifa sur le saut en hauteur, victoire de l'Italien Gianmarco Tamberi, sur le lancer de poids, victoire de l'Allemand David Storl, au lancer de marteau, victoire du Polonais Paweł Fajdek, au semi-marathon, victoire du Suisse Tadesse Abraham, les Britanniques s'imposent sur le relais 4×100 m et les Belges sur le 4×400 m, chez les femmes, sur le 1 500 m, victoire de la Polonaise Angelika Cichocka, sur le semi-marathon, victoire de la Portugaise Sara Moreira, sur le 400 m haies, victoire de la danoise Sara Slott Petersen, sur le 3 000 steeple, victoire de l'Allemande Gesa Felicitas Krause, sur le triple saut, victoire de la Portugaise Patrícia Mamona, les Néerlandaises s'imposent sur le relais 4×100 m et les Britanniques sur le 4×400 m.
  - (Compétition automobile /Formule 1) : le Britannique Lewis Hamilton s'impose au Grand Prix automobile de Grande-Bretagne devant l'Allemand Nico Rosberg et le Néerlandais Max Verstappen.
  - (Cyclisme sur route) :
    - (Tour de France) : sur la 9e étape du Tour de France 2016, victoire du Néerlandais Tom Dumoulin et le Britannique Christopher Froome conserve le maillot jaune.
    - (Tour d'Italie féminin) : l'Américaine Megan Guarnier remporte le Tour d'Italie féminin.

  - (Football /Championnats d'Europe) : le Portugal s'impose (1-0) après prolongation face à la France au Stade de France à Saint-Denis.
  - (Tennis /Tournoi du Grand Chelem) : à Wimbledon, en dominant le Canadien Milos Raonic (6-4, 7-6 (3), 7-6 (2)), l’Écossais Andy Murray remporte, à 29 ans, son 3e Grand Chelem.
- 2018 :
  - (Cyclisme sur route /Tour de France) : sur la 4e étape du Tour de France 2018 qui relie La Baule à Sarzeau, et sur une distance de 195 kilomètres, victoire du Colombien Fernando Gaviria. Le Belge Greg Van Avermaet conserve le maillot jaune.
- 2021 :
  - (Cyclisme sur route /Tour de France) : sur la 14e étape du Tour de France qui se déroule entre Carcassonne et Quillan, sur une distance de 183,7 kilomètres, victoire du Néerlandais Bauke Mollema après une échappée.  Le Slovène Tadej Pogačar conserve le maillot jaune.
  - (Football /Copa América) : en finale de la 47e édition de la Copa América, qui se déroule au Stade Maracanã de Rio de Janeiro au Brésil et qui oppose le Brésil à l'Argentine, l''Albiceleste s'impose 1-0 avec un but du parisien Ángel Di María[2].
- 2024 :
  - (Cyclisme sur route /Tour de France) : sur la 11e étape du Tour de France qui se déroule entre Évaux-les-Bains dans la Creuse et Le Lioran dans le Cantal, sur une distance de 211 kilomètres[3], victoire au sprint du Danois Jonas Vingegaard. Le Slovène Tadej Pogačar conserve le Maillot jaune[4].

## Naissances

### XIXesiècle
- 1864 :
  - Jimmy McAleer, joueur de baseball américain. († 29 avril 1931).
- 1885 :
  - Francisco Olazar, footballeur puis entraîneur argentin. Vainqueur de la Copa América 1929. (18 sélections en équipe nationale). Sélectionneur de l'équipe d'Argentine de 1928 à 1930. († 25 septembre 1958).
- 1890 :
  - William Foster, nageur britannique. Champion olympique du relais 4×200m nage libre aux Jeux de Londres 1908 et médaillé de bronze du relais 4×200m nage libre aux jeux de Stockholm 1912. († 17 décembre 1963).

### XXesièclede1901à1950
- 1918 :
  - Fred Wacker, pilote de courses automobile américain. († 16 juin 1998).
- 1922 :
  - Jake LaMotta, boxeur américain. Champion du monde des poids moyens du 16 juin 1949 au 14 février 1951. († 19 septembre 2017).
  - Herb McKenley, athlète de sprint jamaïcain. Médaillé d'argent du 400 m aux Jeux de Londres 1948 puis champion olympique du relais 4×400 m et médaillé d'argent sur 100 et 400 m aux Jeux d'Helsinki 1952. († 26 novembre 2007).
- 1924 :
  - Johnny Bach, basketteur américain. († 18 janvier 2016).
- 1925 :
  - Murray Waxman, 97 ans, joueur de basket-ball canadien. († 27 novembre 2022).
- 1927 :
  - Don Revie footballeur puis entraîneur anglais. (6 sélections en équipe nationale). Sélectionneur de l'équipe d'Angleterre de 1974 à 1977 puis de l'équipe des Émirats arabes unis de 1977 à 1980. († 26 mai 1989).
- 1928 :
  - Alejandro de Tomaso, pilote de courses automobile puis constructeur argentin. Fondateur de la marque De Tomaso. († 21 mai 2003).
- 1929 :
  - Jules Sbroglia, footballeur français. († 21 avril 2007).
- 1932 :
  - Carlo Abate, pilote de courses automobile italien. († 29 avril 2019).
- 1933 :
  - Yang Chuan-kwang, athlète d'épreuves combinées chinois. Médaillé d'argent du décathlon aux Jeux de Rome 1960. († 27 janvier 2007).
- 1935 :
  - Wilson Whineray, joueur de rugby à XV néo-zélandais. (32 sélections en équipe nationale). († 22 octobre 2012).
- 1943 :
  - Arthur Ashe, joueur de tennis américain. Vainqueur de l 'US Open de tennis 1968, de l'Open d'Australie 1970, du tournoi de Wimbledon 1975, des Coupe Davis 1968, 1969 et 1970. († 6 février 1993).
- 1944 :
  - Paul Garrigues, joueur de rugby à XV français. († 16 octobre 2011).
- 1945 :
  - Toni Fritsch, footballeur puis joueur de foot U.S. autrichien. (9 sélections avec l'équipe d'Autriche de football). Vainqueur du Super Bowl 1972. († 13 septembre 2005).
  - Virginia Wade, joueuse de tennis britannique. Victorieuse de l'US Open 1968, de l'Open d'Australie 1972 et du Tournoi de Wimbledon 1977.
- 1946 :
  - Jacques Heuclin, pilote de courses automobile d'endurance puis homme politique français. Député de la 9° circonscription de Seine-et-Marne de 1991 à 1993 et de 1997 à 2002. († 31 octobre 2007).
  - Jean-Pierre Jarier, pilote de F1 français.
  - Henryk Kasperczak, footballeur puis entraîneur polono-français. Médaillé d'argent aux Jeux de Montréal 1976. (62 sélections en équipe nationale). Sélectionneur de l'équipe de Côte d'Ivoire de 1993 à 1994, de l'équipe de Tunisie de 1994 à 1998 et de 2015 à 2017, de l'équipe du Maroc en 2000, de l'équipe du Mali de 2001 à 2002 et de 2013 à 2015 puis de l'équipe du Sénégal de 2006 à 2008.
- 1947 :
  - Horst Blankenburg, footballeur allemand. Vainqueur des Coupe des clubs champions 1971, 1972 et 1973 puis de la Coupe d'Europe des vainqueurs de coupe 1977.
- 1948 :
  - Christine Caron, nageuse française. Médaillée d'argent du 100 m dos aux Jeux de Tokyo 1964. Championne d'Europe de natation du 100 m dos 1966.
  - Glenn Resch, hockeyeur sur glace canadien.
- 1949 :
  - Helmut Bellingrodt, tireur colombien. Médaillé d'argent de la cible mouvante 50 m aux jeux de Munich 1972 et du 50 m cible mobile aux Jeux de Los Angeles 1984. Champion du monde de tir du 50 m cible mobile 1974.
  - Sunil Gavaskar, joueur de cricket indien. (125 sélections en test cricket)

### XXesièclede1951à2000
- 1954 :
  - Andre Dawson, joueur de baseball américain.
- 1959 :
  - Luc Pillot, régatier français. Médaillé de bronze en 470 aux Jeux de Los Angeles 1984 puis champion olympique en 470 aux Jeux de Séoul 1988. Championne du monde de voile en 470 1986.
- 1963 :
  - Ronan Pensec, cycliste sur route français.
  - Uwe Schäfer, pilote de course automobile allemand. († 11 mai 2004).
- 1964 :
  - Eloy, footballeur espagnol. (15 sélections en Équipe d'Espagne de football).
  - Martin Laurendeau, joueur de tennis canadien.
  - Urban Meyer, entraîneur de foot U.S. américain.
- 1965 :
  - Danny Boffin footballeur belge. (53 sélections en équipe nationale).
  - David Turcotte, basketteur canadien.
- 1967 :
  - Manuel Cousin, navigateur et skipper français.
  - Jean-Michel Gonzalez, joueur de rugby à XV puis entraîneur français. (35 sélections en équipe de France). Sélectionneur de l'équipe de France féminine depuis 2015.
- 1968 :
  - Hassiba Boulmerka, athlète de demi-fond algérienne. Championne olympique du 1 500 m aux Jeux de Barcelone 1992. Championne du monde d'athlétisme du 1 500 m 1991 et 1995. Championne d'Afrique d'athlétisme du 800 m et du 1 500 m 1988 et 1989.
- 1971 :
  - Adam Foote, hockeyeur sur glace canadien.
- 1975 :
  - Ademola Okulaja, basketteur allemand. (172 sélections en équipe nationale) († 16 mai 2022).
  - Richard Westbrook, pilote de course automobile anglais.
- 1976 :
  - Wilfried Cretskens, cycliste sur route belge.
  - Ludovic Giuly, footballeur français. Vainqueur de la Ligue des Champions 2006. (17 sélections en Équipe de France de football).
  - Giuseppe Maddaloni, judoka italien. Champion olympique des -73 kg aux Jeux de Sydney 2000. Champion d'Europe de judo des -73 kg 1998 et 1999.
- 1979 :
  - Russell Hinder, basketteur australien.
- 1981 :
  - Róbert Jež footballeur slovaque. (9 sélections en équipe nationale).
  - Christine Wenzel, tireuse allemande. Médaillée de bronze du skeet aux Jeux de Pékin 2008. Championne du monde de tir du skeet 2007, 2009, 2011 et 2013.
- 1983 :
  - Julia Vakulenko, joueuse de tennis ukrainienne et espagnole.
  - Ondřej Zdráhala, handballeur tchèque.  (110 sélections en équipe nationale).
- 1984 :
  - Tim Blue, basketteur américain.
- 1985 :
  - Jared Dudley, basketteur américain.
  - Mario Gómez footballeur hispano-allemand. Vainqueur de la Ligue des champions 2013. (78 sélections avec l'équipe d'Allemagne).
  - Geoff Platt, hockeyeur sur glace biélorusse.
- 1986 :
  - Maren Fromm, volleyeuse allemande. (284 sélections en équipe nationale).
  - Andreas Palicka, handballeur suédois. Vainqueur des Ligue des champions 2010 et 2012. (81 sélections en équipe nationale).
- 1987 :
  - Nicolas Claire, handballeur français. médaillé de bronze aux CE de handball masculin 2018. (7 sélections en équipe de France).
  - Tereza Pecková, basketteuse tchèque.
  - Anastasiya Verameyenka, basketteuse biélorusse. (36 sélections en équipe nationale).
- 1989 :
  - Kai Häfner, handballeur allemand. Médaillé de bronze aux Jeux de Rio 2016. Champion d'Europe masculin de handball 2016. (144 sélections en équipe nationale).
  - Vincent Manceau footballeur français.
- 1990 :
  - Veronica Kristiansen, handballeuse norvégienne. Médaillée de bronze aux Jeux de Rio 2016 et aux Jeux de Tokyo 2020. Championne du monde de handball féminin 2015 et 2021. Championne d'Europe de handball féminin 2014, 2016 et 2020. Victorieuse de la Ligue des champions de l'EHF 2019. (153 sélections en équipe nationale).
  - Garrett Sim, basketteur américain.
- 1991 :
  - Alec Burks, basketteur américain.
- 1992 :
  - Frank Chamizo Marquez, lutteur de libre cubain puis italien. Médaillé de bronze des -65 kg aux Jeux de Rio 2016. Champion du monde de lutte des -75 kg 2015 et des -70 kg 2015. Champion d'Europe de lutte des -65 kg 2016 et des -70 kg 2017.
  - A. J. English, basketteur américain.
- 1993 :
  - Laura Gasnier, pongiste française.
  - Kévin Rocheteau footballeur français.
  - Florian Sénéchal, cycliste sur route français.
  - Carin Strömberg, handballeuse suédoise. (34 sélections en équipe nationale).
  - Jiří Veselý, joueur de tennis tchèque. Vainqueur de la Coupe Davis 2013.
- 1995 :
  - Milan Bomaštar, handballeur serbe. (18 sélections en équipe nationale).
  - Ada Hegerberg, footballeuse norvégienne. (66 sélections en équipe nationale).
  - Christof Jougon footballeur français.
- 1997 :
  - Sarah Bern, joueuse de rugby à XV anglaise. (15 sélections en équipe nationale).
  - Benjamin Tetteh footballeur ghanéen.
- 1998
  - Duplexe Tchamba footballeur camerounais.
- 1999
  - Pontus Almqvist footballeur suédois.
  - Kévin Cabral footballeur français.
  - Filip Čihák footballeur tchèque.

### XXIesiècle
- 2003
  - Jo Jin-ho footballeur sud-coréen.

## Décès

### XIXesiècle
- 1890 : 
  - Paddy Duffy, 25 ans, boxeur américain. Champion du monde poids welters de boxe de 1889 à 1890. (° 12 novembre 1864).

### XXesièclede1951à2000
- 1957 :
  - Walter Jakobsson, 75 ans, patineur artistique de couples finlandais. Champion olympique aux Jeux d'Anvers 1920 puis médaillé d'argent aux Jeux de Paris 1924. Champion du monde de patinage artistique en couples 1911, 1914 et 1923. (° 6 février 1882).
- 1977 :
  - Şükrü Gülesin, 54 ans, footballeur turc. (11 sélections en équipe nationale). (° 14 septembre 1922).
- 1978 :
  - Joe Davis, 77 ans, joueur de snooker anglais. Champion du monde de snooker 1927, 1928, 1929, 1930, 1931, 1932, 1933, 1934, 1935, 1936, 1937, 1938, 1939, 1940 et 1946. (° 15 avril 1901).
- 1993 :
  - Armand Vaquerin, 42 ans, joueur de rugby à XV français. (26 sélections en équipe de France de rugby à XV). (° 21 février 1951).
- 1997 :
  - Ivor Allchurch, 67 ans, footballeur gallois. (68 sélections en équipe nationale). (° 16 octobre 1929).